# Friends Never Say Goodbye
Friends Never Say Goodbye è un singolo di Elton John.

## Il singolo
Composto da Elton John, il testo è opera di Tim Rice, Friends Never Say Goodbye è estratto dall'album del 2000 The Road to Eldorado Soundtrack, colonna sonora del film della DreamWorks Animation La strada per El Dorado, di cui costituisce la quarta traccia. Si presenta come un chiarissimo pop latino; sono infatti prominenti le chitarre suonate da Davey Johnstone. Al basso e alla batteria sono rispettivamente presenti Jimmy Johnson e Vinnie Colaiuta; il pianoforte è come al solito suonato da Elton, mentre Luis Conte si cimenta alle percussioni. Il produttore Patrick Leonard si occupa anche delle tastiere e della programmazione, mentre l'arrangiamento degli archi è opera di Jeremy Lubbock. Ai cori sono infine presenti i Backstreet Boys. Il titolo del testo di Rice significa letteralmente Gli Amici Non Si Dicono Mai Addio.
Friends Never Say Goodbye è stata pubblicata esclusivamente come singolo promo, sia negli Stati Uniti che nel Regno Unito. Famosa risulta inoltre l'esecuzione live del 9 luglio 2000, eseguita con i Backstreet Boys.

## Tracce
CD (UK, promo)
1. "Friends Never Say Goodbye" (Short Intro Edit) - 3:51

CD (UK, promo)
1. "DJ Introduction" - 0:11
2. "Friends Never Say Goodbye" (Short Intro Edit) - 3:51
3. "Without Question" - 4:49

CD (USA, promo)
1. "Friends Never Say Goodbye" (Remix Edit) - 3:43
2. "Friends Never Say Goodbye" - 4:20

CD (USA, promo, copertina alternativa)
1. "Friends Never Say Goodbye" (Remix Edit) - 3:43
2. "Friends Never Say Goodbye" - 4:20